# Zdvinszki járás

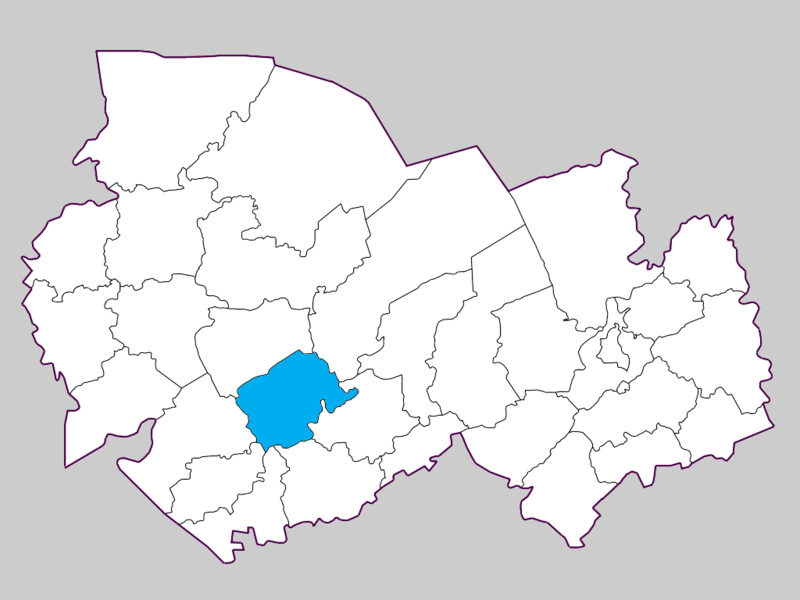
A Zdvinszki járás a Novoszibirszki területen

A Zdvinszki járás (oroszul Здвинский район) Oroszország egyik járása a Novoszibirszki területen. Székhelye Zdvinszk.

## Népesség
- 1989-ben 21 035 lakosa volt.
- 2002-ben 18 770 lakosa volt.
- 2010-ben 16 636 lakosa volt, melyből 16 054 orosz (97,1%), 205 német (1,2%), 65 ukrán (0,4%), 47 kazah (0,3%), 32 azeri (0,2%), 24 tatár, 15 fehérorosz, 11 mordvin, 11 tadzsik, 10 mari stb.